# Șofrîncani, Edineț
Șofrîncani este un sat din raionul Edineț, Republica Moldova.

## Istorie
Satul a fost atestat pentru prima dată, cu numele de Polzalăuți, în uricul domnului Alexandru cel Bun din 1431, conform căruia vornicului Ivan Cupcici sunt repartizate mai multe locuri pentru așezarea satelor:
„Din mila lui Dumnezeu, noi, Alexandru voievod, domn al Țării Moldovei. Facem cunoscut, cu această carte a noastră, celor care o vor vedea sau o vor auzi citindu-se, că această adevărată slugă și boier al nostru credincios, pan Cupcici vornic, ne-a slujit cu dreaptă și credincioasă slujbă. De aceea, noi, văzând dreapta și credincioasa lui slujbă către noi, l-am miluit cu deosebita noastră milă și i-am dat și i-am întărit vislujenia lui, satele, în țara noastră, anume: [...] și, la Terebne, pământ din pustie să-și întemeieze sate, anume: Cozareuți, și Polzalăuți, și Viadinți, Micicova și Nesteacăuți, și, pe Ciuhru, în sus de moară și în jos de moară, și, pe Ciuhru, Mihailăuți la Vadul de Piatră și la Hacișce Leș.

Iar hotarul acestor sate de la Vadul de Piatră, să fie de cealaltă parte a Ciuhrului, în sus, până la Durnea Ceatariu, iar de la Ciuhru, pe vale, până la Dumbrava Rotundă, și de la Tador, pe hotarele vechi, până la Racovăț, iar de la Neagăuți și de la Grozea și de la Costici, pe hotarele vechi, până la Vadul de Piatră.
 
...
 
La Suceava, în anul 6939 <1431> iunie 15.”

## Demografie

### Structura etnică
Structura etnică a satului conform recensământului populației din 2004:
| Grup etnic         | Populație | % Procentaj |
| ------------------ | --------- | ----------- |
| Ucraineni          | 1351      | 65,17%      |
| Moldoveni / Români | 623       | 30,05%      |
| Ruși               | 73        | 3,52%       |
| Găgăuzi            | 10        | 0,48%       |
| Bulgari            | 4         | 0,19%       |
| Alții              | 12        | 0,58%       |
| Total              | 2073      | 100%        |

## Administrație și politică
Componența Consiliului local Șofrîncani (11 consilieri), ales la 5 noiembrie 2023, este următoarea:
|  | Partid                                       | Consilieri | Componență | Componență | Componență | Componență | Componență | Componență | Componență | Componență | Componență | Componență |
|  | -------------------------------------------- | ---------- | ---------- | ---------- | ---------- | ---------- | ---------- | ---------- | ---------- | ---------- | ---------- | ---------- |
|  | Partidul Socialiștilor din Republica Moldova | 10         |            |            |            |            |            |            |            |            |            |            |
|  | Partidul „Renaștere”                         | 1          |            |            |            |            |            |            |            |            |            |            |